# Метцингер, Валентин
Валентин Метцингер (словен. Janez Valentin Metzinger; 1699—1759) — словенский художник французского происхождения, работавший в Крайне.

## Биография
Родился 19 апреля 1699 года в городе Сент-Авольд, Лотарингия.
C 1727 года жил в Любляне. Работал также в Хорватии и Штирии. Прежде всего был церковным живописцем, из-за большого количество работ предполагается, что у него были помощники.
Насчитывалось около 300 его работ, но после Второй мировой войны часть из них была уничтожена. Много заказов он получал от францисканских монастырей; его работы имеются в Брежице, Ново-Место, Камнике, Самоборе и Любляне. Он является также автором древнейшей картины маслом, изображающей Богослужение Крестного пути. В Випаве Метцингер расписал два имеющихся в церкви Святого Стефана алтаря.
Умер 12 марта 1759 года в Любляне.

Некоторые работы
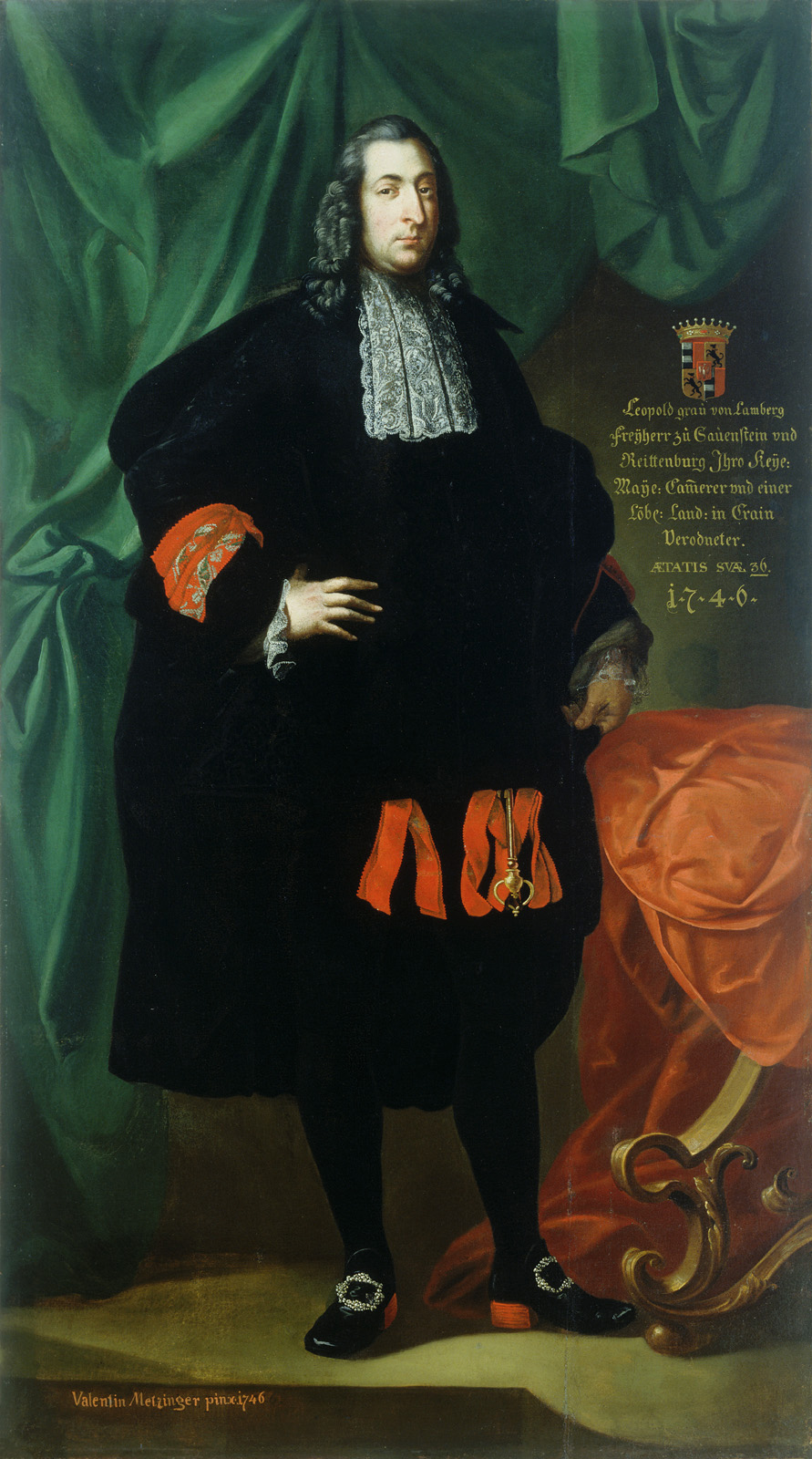
Leopold Lamberg, 1746
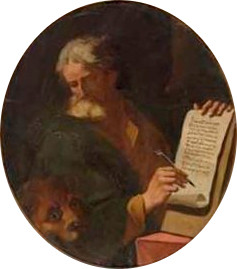
Evangelist Marko, 1747
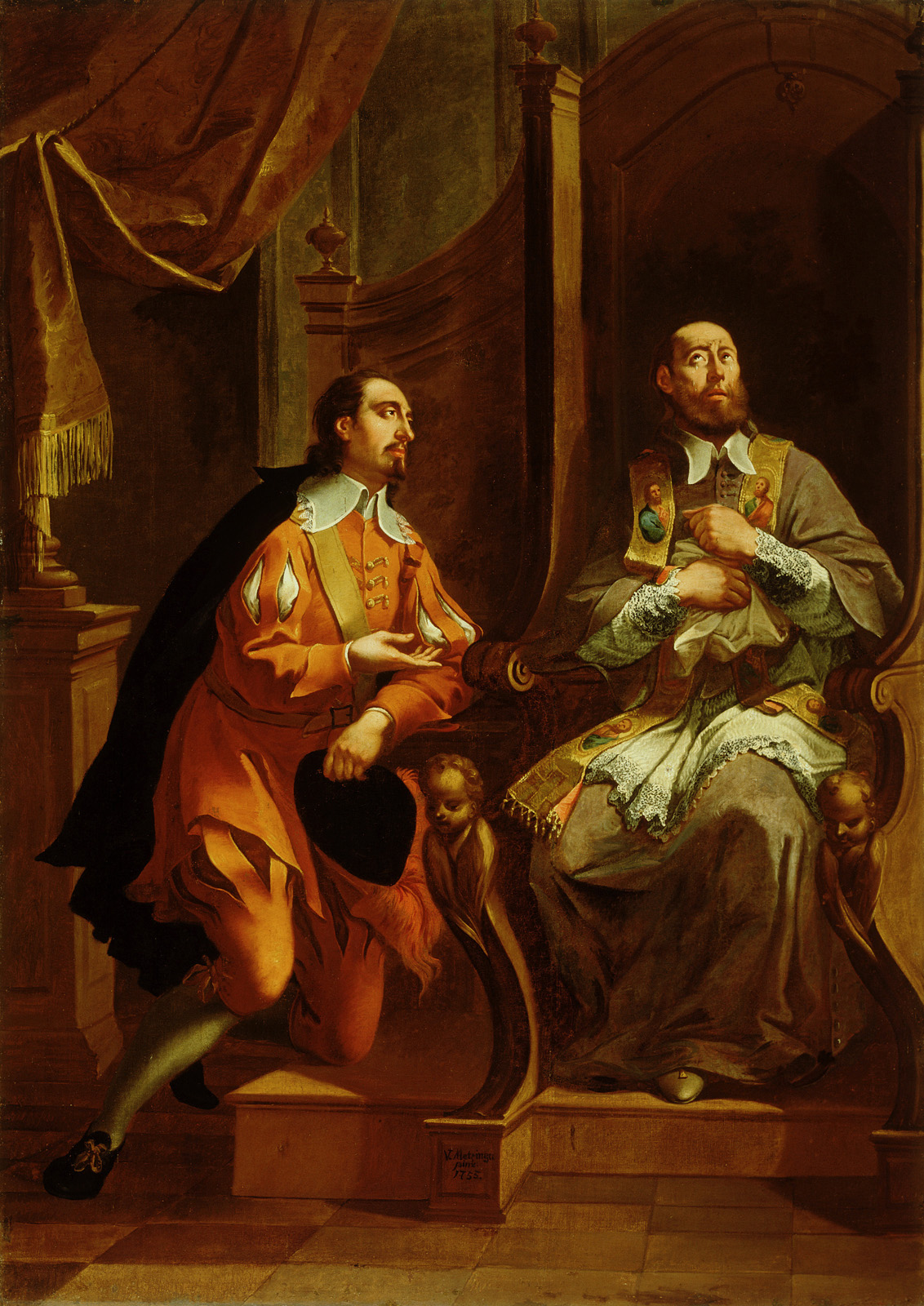
Sv. Frančišek Saleški, 1753